# 카낭가 두 자파오
《카낭가 두 자파웅》(포르투갈어: Kananga do Japão)은 헤지 만셰치에서 1989년 7월 19일부터 1990년 3월 25일까지 방영된 브라질의 텔레노벨라이다.

## 출연진
- 크리스티안 토를로니 - 도라 타바레스[1]
- 하울 가졸라 - 알렉스 페헤이라[2]
- 일레인 크리스티나 - 리제테 라모르[3]
- 주세페 오리스타니오 - 다닐루 리마 비아나
- 토니아 카레로 - 레티시아 리마 비아나[4]
- 카를루스 알베르토 - 프란시스쿠 리마 비아나 (치코)[5]
- 줄리아 레멘츠 - 실비아 리마 비아나
- 아나 베아트리스 노게이라 - 알지라 타바레스
- 비아 네그로몬테 - 마달레나 타바레스
- 넬슨 자비에 - 카베이리냐
- 클라우지우 마르조 - 노로냐[6]
- 카를루스 에두아르도 돌라벨라 - 오레스테스 기마랑이스
- 루시아 알베스 - 데이지 기마랑이스
- 치코 디아스 - 올레가리오
- 야라 린스 - 줄미라 타바레스[7]
- 루벤스 코레아 - 에필로고 타바레스
- 호자마리아 무르치뉴 - 조제핀 타바레스[8]
- 타르시시오 필류 - 줄리오 타바레스[9]
- 에르네스토 피콜로 - 바도 타바레스
- 파울루 카스텔리 - 엔리케 타바레스
- 크리스티아나 올리베이라 - 한나 프랑코
- 세르지오 비오티 - 사울 프랑코[10]
- 리바 니미츠 - 에바 프랑코
- 제제 모타 - 룰루 켈리
- 하롤도 코스타 - 닥터 주카 페레이라[11]
- 부자 페라즈 - 두두
- 에베르톤 데 카스트로 - 사라이바
- 타마라 택스맨 - 자자
- 루이 레센데 - 조르지
- 안토니오 피탕가 - 델레가도 비라
- 비센테 바르셀로스 - 유서츄아 프랑코
- 마우리시오 두 발레 - 토르콰토
- 파울루 바르보사 - 신뉴
- 솔란지 쿠토 - 리티냐
- 엘리사 루신다 - 수엘리
- 카렌 아시올리 - 클로틸드
- 마리아 알베스 - 이사우라
- 산드로 솔비아트 - 아탈리바
- 마리아 실비아 - 브리지다
- 아드리아나 피게이레두 - 아말리아